# Neuensalz

Neuensalz  est une commune de Saxe (Allemagne), située dans l'arrondissement du Vogtland, dans le district de Chemnitz.